# Гилермина Суджа
Гилермина Суджа (пълно име на португалски: Guilhermina Augusta Xavier de Medim Suggia Carteado Mena), е известна португалска виолончелистка.

## Биография
В периода 1901 – 1903 г. учи в Лайпцигската консерватория при Юлиус Кленгел, след което живее и работи известно време в Париж с колегата си Пау Казалс (известен като Пабло Казалс). След 1914 г. прави впечатляваща концертна кариера в Португалия и Великобритания. През 1942 г. се връща в Португалия, а през 1948 г. създава оркестъра на консерваторията в Порту и е солист на първия му концерт на 21 юни същата година.
1. ↑  aviagemdosargonautas.net